# Pied bot
Pour les articles homonymes, voir Bot.
 Mise en garde médicale
Le pied bot varus équin (également orthographié pied-bot) est une déformation congénitale très fréquente qui touche une à deux naissances sur 1 000 en France. 
Il existe deux méthodes de traitements possibles : le traitement fonctionnel associant mobilisation du pied et maintien des corrections obtenues par une attelle fémoro-pédieuse et la méthode de Ponseti où des plâtres successifs sont réalisés avant maintien de la correction dans une attelle de Denis-Brown.
Une fois la réduction de la déformation obtenue, un maintien nocturne est recommandé pendant plusieurs années afin de diminuer le risque de récidive.
Il existe trois anomalies anatomiques qui seront traitées par l’équipe d’orthopédistes pédiatres et de kinésithérapeutes.
- L’équin : la cheville est bloquée en flexion plantaire. La rétraction du tendon d’Achille participe fortement à cette anomalie.
- L’adduction de l’ensemble du pied sous la jambe. Le pied tourne vers l’intérieur.
- L’adduction du médio avant pied. L’avant du pied tourne également vers l’intérieur par rapport à l’arrière du pied.

## Archéologie
Certaines gravures rupestres anthropomorphes de la vallée des Merveilles, dans le Mercantour, pourraient correspondre à des représentations d'individus atteints de pied bot bilatéral. Elles sont datées du Néolithique final.

## Origine
Il faut distinguer le pied bot idiopathique (90 % des cas) du pied bot secondaire à une autre pathologie, neurologique ou tissulaire par exemple. Normalement entre la 8e et 14e semaine de grossesse,  le pied se redresse et acquiert sa morphologie normale. Dans le cas du pied bot, ce redressement ne se fait pas pour une raison inconnue.  
La précocité d’apparition de cette déformation explique les récidives que l’on peut rencontrer au cours du suivi d’un enfant avec un pied bot. En effet, le pied a une mémoire de forme et la croissance du pied de l’enfant peut provoquer une récidive de la déformation. Pour pallier cela, le traitement par attelle nocturne doit être  poursuivi plusieurs années.
Le diagnostic peut-être fait lors l’échographie du 2e trimestre ou à la naissance de l’enfant.

## Traitement: généralités

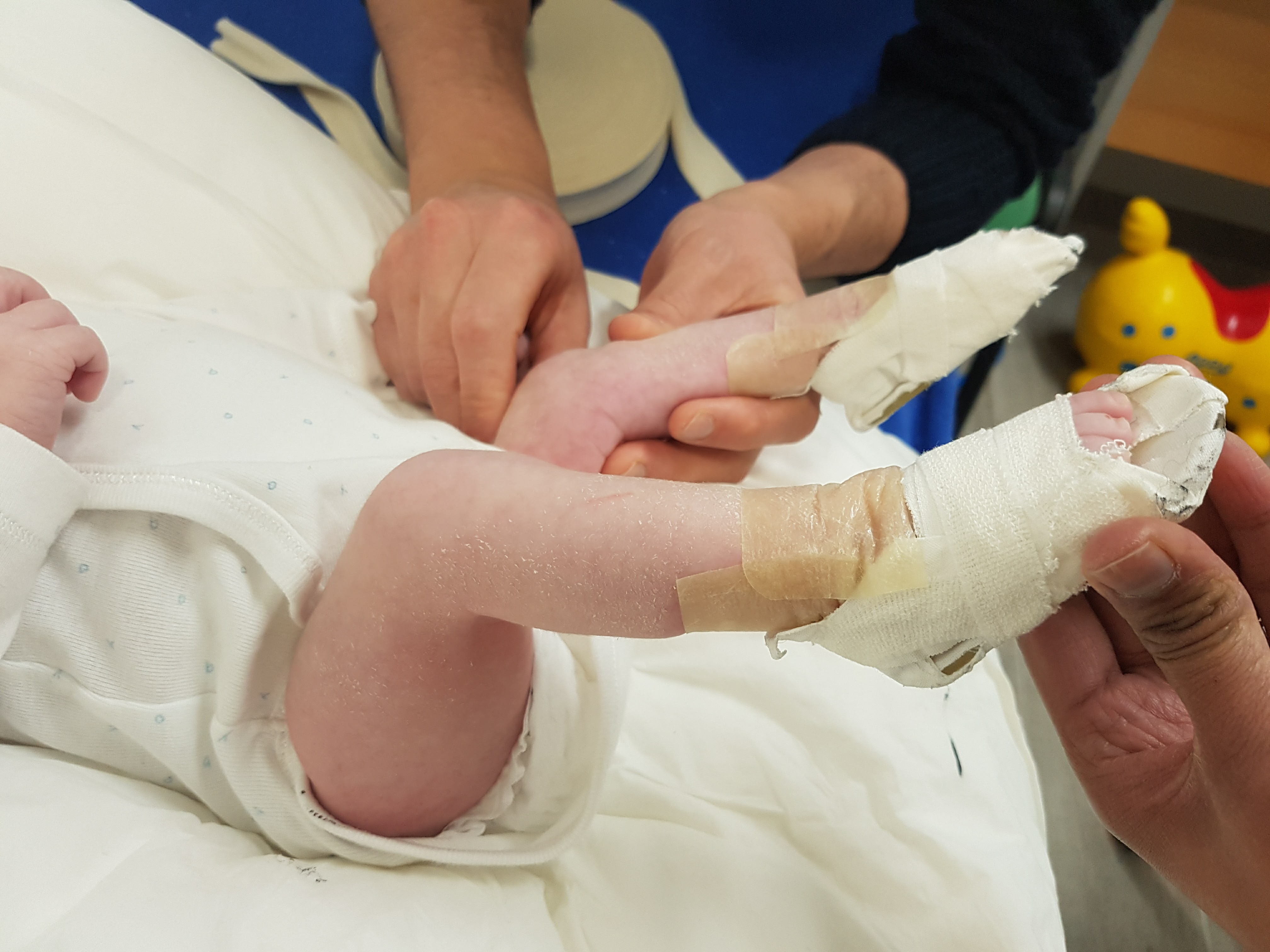
Pied Bot Varus Equin Bilatéral. Aspect après mise en place de la plaquette chez un nouveau-né.

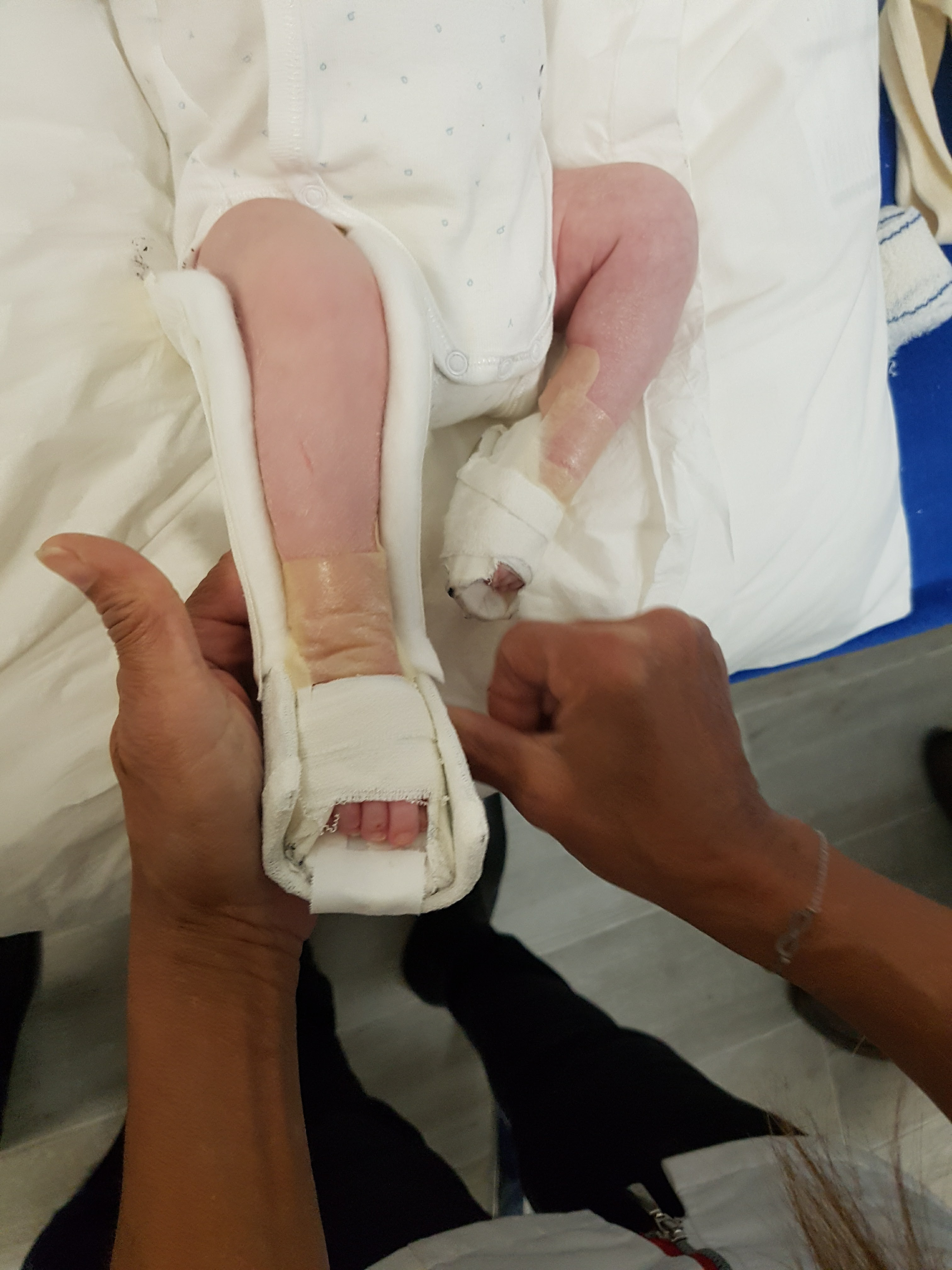
Pied bot varus équin bilatéral en cours de correction.

Dans le cas où l'ensemble des nerfs du pied sont présents, la déformation est bénigne malgré son aspect parfois impressionnant. Toutefois, le traitement doit être commencé dès la naissance.
Il existe deux méthodes de traitement possible : le traitement fonctionnel associant mobilisation du pied et maintien des corrections obtenues par une attelle fémoro-pédieuse et la méthode de Ponseti, où des plâtres successifs sont réalisés avant maintien de la correction dans une attelle de Denis-Brown.
Le choix de la méthode dépend souvent de l'expérience ainsi que de la formation de l'équipe thérapeutique.
Une fois la réduction de la déformation obtenue, un maintien nocturne est recommandé pendant plusieurs années afin de diminuer le risque de récidive.

## Traitement fonctionnel
Le traitement est débuté par un  kinésithérapeute spécialisé une dizaine de jours après la naissance de l’enfant. Le pied est mobilisé selon des modalités très précises afin de corriger les anomalies évoquées ci-dessus. À la fin de chaque séance, les progrès réalisés sont maintenus jusqu’à la séance suivante : le pied est fixé sur une plaquette en plastique dur à l’aide de sparadrap adapté puis le membre est placé dans une attelle qui aura été préalablement moulée. Cette attelle est maintenue 24h/24 sauf pour le bain pendant lequel elle peut être retirée.  Idéalement la période du congé parental est utilisée pour réaliser cinq séances de kinésithérapie par semaine et permettre ainsi des progrès quotidiens.
Les séances peuvent être espacées par la suite en fonction de l’implication des parents dans le traitement et de leur emploi du temps. En effet les parents apprennent très vite à mobiliser correctement le pied de leur enfant et à refixer le pied sur la plaquette. Une formation des parents en ce qui concerne la pose de plaquettes peut même être proposée pour les parents qui ne disposent pas de kinésithérapeutes à proximité de leur domicile.
A l’âge de quatre mois, une petite intervention chirurgicale peut s’avérer nécessaire : la ténotomie d’Achille. Il s’agit d’un allongement du tendon qui permet d'aider la correction de l'équin. Cette intervention dure quelques minutes et n’est réalisée qu’en cas de nécessité. La décision se fait sur des critères radiographiques très précis. Actuellement 60% des enfants traités avec cette méthode n’ont pas besoin de cette intervention.
En quelques mois, la correction du pied est quasi complète mais les attelles doivent être maintenues car le risque de récidive est important.
Lorsque l’enfant commence à vouloir marcher à quatre pattes et à se mettre debout, le chaussage sera autorisé en journée tout en conservant une attelle longue la nuit.

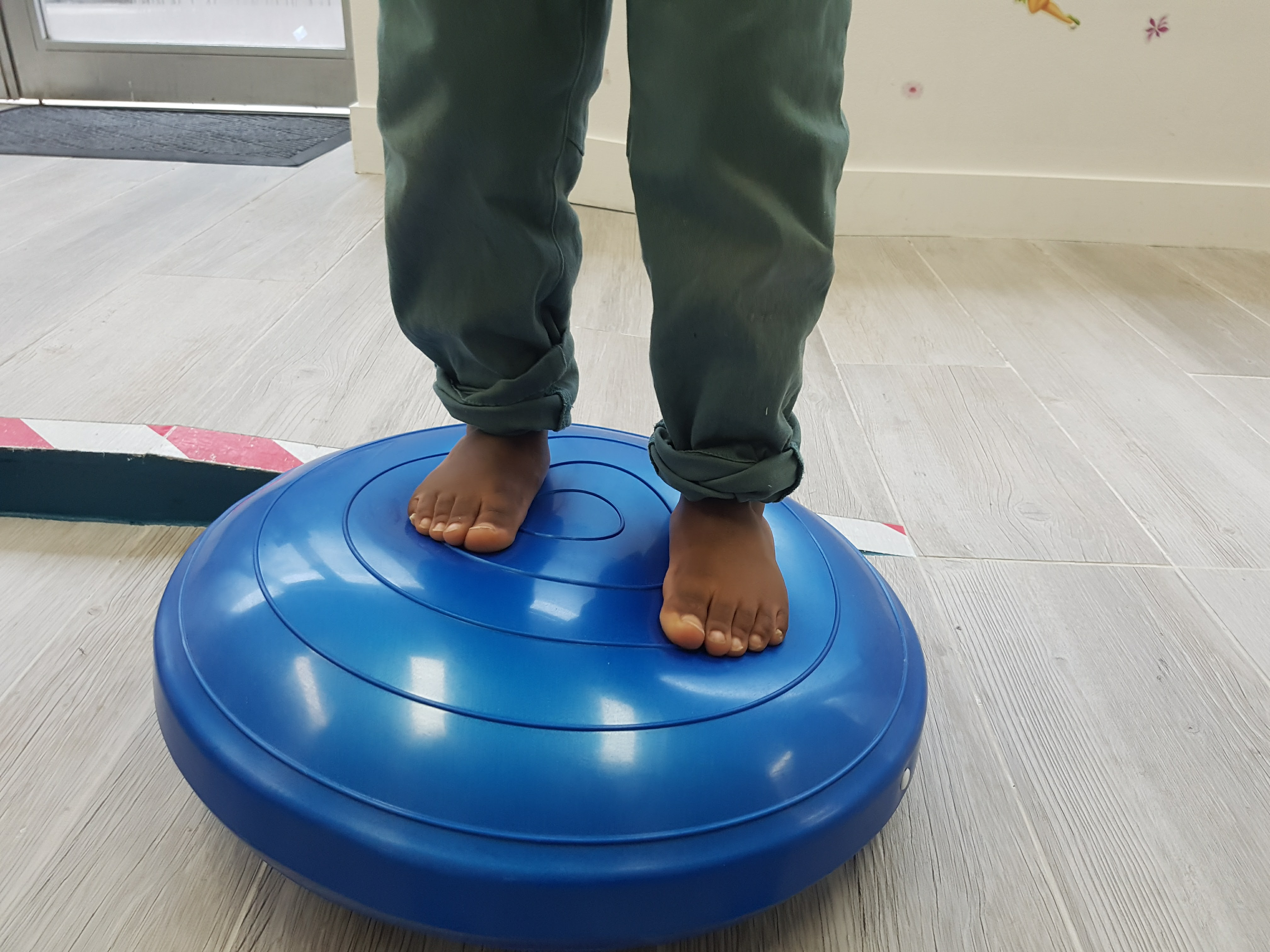
Pied Bot Varus Equin bilatéral. Traitement fonctionnel. Aspect à l'âge de 2 ans.

Le traitement suit donc le développement moteur de l'enfant.
À partir de la première année, le traitement est  grandement simplifié mais reste exigeant. Le port d’une attelle nocturne permet de guider la croissance du pied sans récidive car la croissance de l'enfant s’effectue principalement la nuit.
Les séances de kinésithérapie deviennent de plus en plus espacées et laissent place aux exercices ludiques réalisés en famille et à la pratique sportive.
Cette méthode permet la guérison dans plus de 90% des cas sans chirurgie.
L’indication d’une correction chirurgicale appelée « libération des parties molles » est posée dans 6% des cas. Les résultats de cette chirurgie sont très bons mais ne dispensent pas du port d’une attelle nocturne pour éviter les récidives.

## Traitement par la méthode de Ponseti
Dans cette méthode, la correction est effectuée de manière séquentielle à l’aide 5 grands plâtres femoro pédieux (1 par semaine).
Après le 5e plâtre une ténotomie d’Achille est réalisée dans plus de 80% des cas sous anesthésie générale ou locale en fonction des équipes.  
L’enfant est par la suite placé dans une attelle immobilisant les deux pieds (attelles de Denis-Brown) initialement le jour et la nuit puis uniquement la nuit pour quelques années.
Au cours de la petite enfance, une deuxième intervention chirurgicale peut être indiquée : le transfert du tendon du muscle tibial antérieur. Dans une étude récente, cette chirurgie était réalisée chez près de 30 % des enfants avant l’âge de 5 ans.
Dans cette même étude, près de 10 % des enfants ont eu une chirurgie de libération des parties molles.
Le protocole strict de cette méthode n’inclut pas de kinésithérapie au cours de la première année.

## Personnages célèbres atteints d'un pied bot

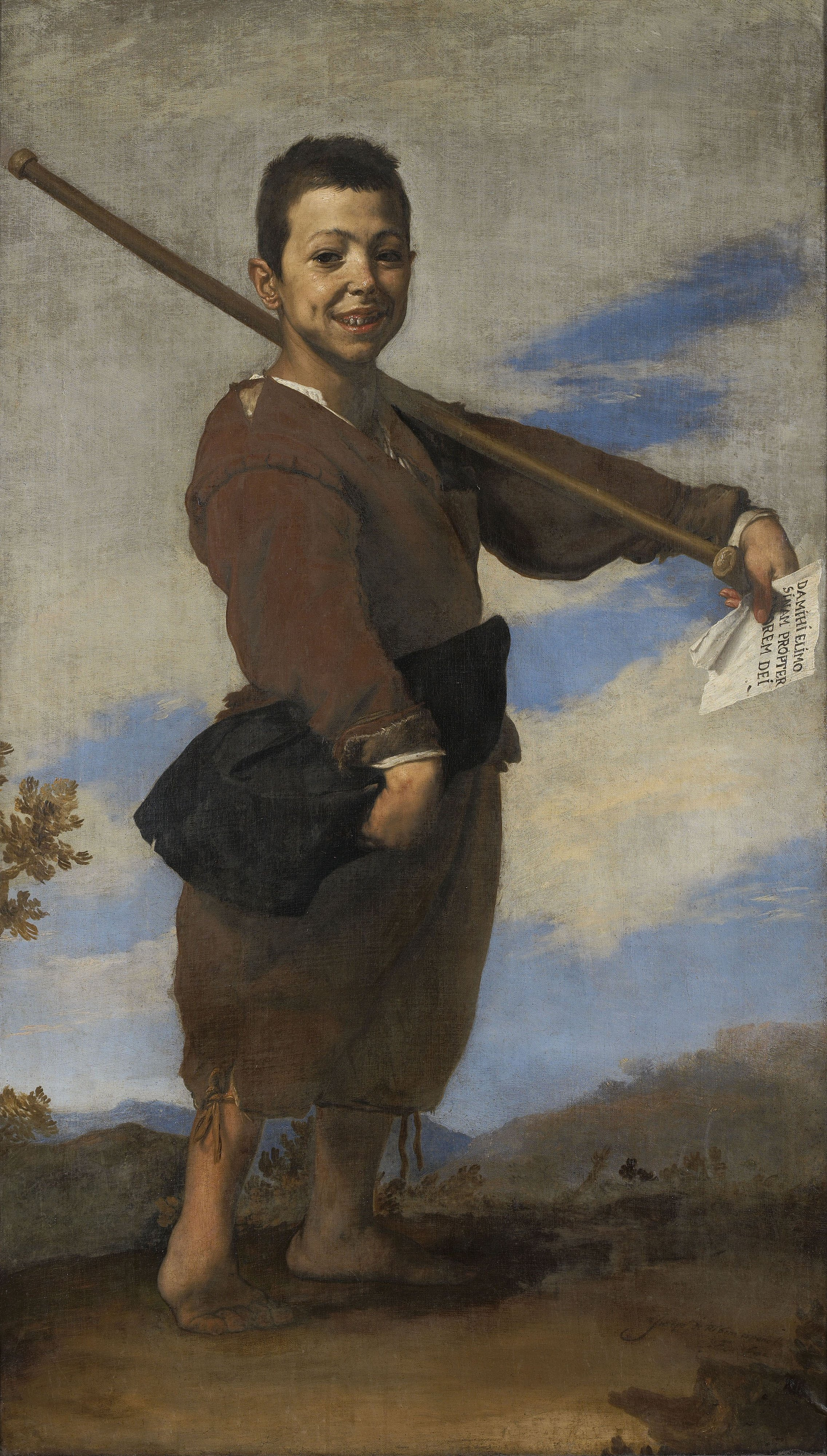
Le Pied-bot, tableau de José de Ribera (1642), en fait une hémiplégie,.

- Berthe au Grand Pied[réf. nécessaire]
- Talleyrand
- Henri, comte de Chambord
- Lord Byron
- Dudley Moore
- Toutânkhamon
- Charles Hermite
- Damon Wayans
- Magellan
- Joseph Goebbels
- Ugo Didier